# Oberweid
Oberweid – miejscowość i gmina w Niemczech, w kraju związkowym Turyngia, w powiecie Schmalkalden-Meiningen, wchodzi w skład wspólnoty administracyjnej Hohe Rhön. Gmina zajmuje powierzchnię 10,19 km² i zamieszkuje ją 543 mieszkańców (2009).